# ديلما أريغويتيا
ديلما أريغويتيا (بالاسبانية:Delma S. Arrigoitia) حاصلة على درجة الدكتوراه في القانون، (ولدت في 10 فبراير 1945) مؤرخة و كاتبة، ومربية ومحامية الذي علمت على تغطية حياة وأعمال بعض السياسيين الأبرز في أوائل القرن العشرين في بورتوريكو الأعمال المكتوبة. كانت ديلما أول شخص في جامعة بورتوريكو حازت على درجة الماجستير في مجال التاريخ. وبعدها حصلت على شهادة الدكتوراه في التاريخ في جامعة فوردهام فينيويورك، وقالت انها ساعدت على تطوير المدرسة العليا للتاريخ في جامعة بورتوريكو ويدرس هناك لسنوات.